# Naturalizacja (biologia)
W biologii naturalizacja jest procesem, w wyniku którego gatunek obcy rozprzestrzenia się w nowym środowisku naturalnym i staje się gatunkiem utrwalonym. Populację danego gatunku uważa się za naturalizowaną, jeżeli jest ona zdolna do rozmnażania się w nowym środowisku, a jej liczność utrzymuje się na tym samym poziomie w wyniku reprodukcji.
Liczność niektórych populacji gatunków obcych utrzymuje się na stałym poziomie mimo braku zdolności reprodukcyjnych, wyłącznie z uwagi na stały napływ osobników tego gatunku z zewnątrz (np. import roślin ozdobnych). Takie populacje nie są uważane za naturalizowane.
Gatunek naturalizowany może stać się gatunkiem inwazyjnym w przypadku istotnego wzrostu jego liczności, zagrażającego gatunkom rodzimym.